# Lanthanusa lamberti
Lanthanusa lamberti är en trollsländeart som beskrevs av Maurits Anne Lieftinck 1942. Lanthanusa lamberti ingår i släktet Lanthanusa och familjen segeltrollsländor. Inga underarter finns listade i Catalogue of Life.